# Paris–Roubaix 1948

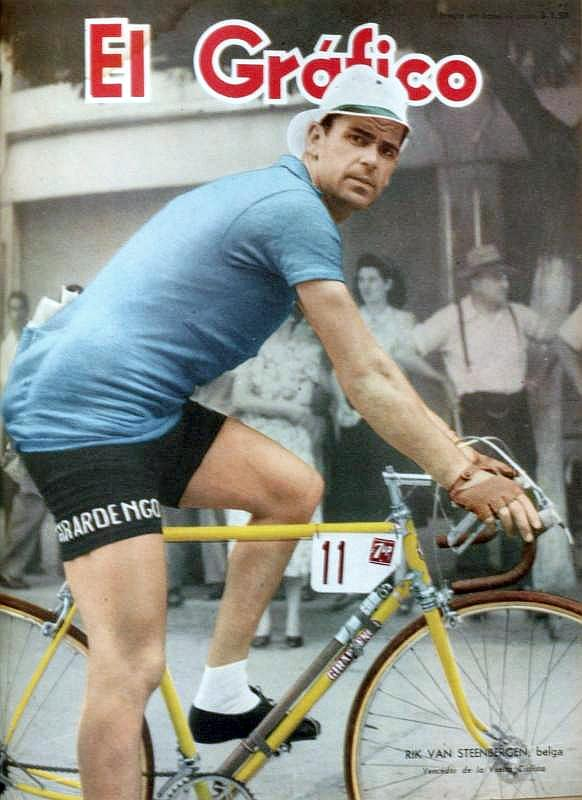
Rik van Steenbergen

Das Eintagesrennen Paris–Roubaix 1948 war die 46. Austragung des Radsportklassikers und fand am Sonntag, den 4. April 1948, statt.
Das Rennen führte von Saint-Denis, nördlich von Paris, nach Roubaix, wo es im Vélodrome André-Pétrieux endete. Die Strecke war 246 Kilometer lang. Die Zahl der Starter und derjenigen, die im Ziel ankamen, ist nicht bekannt, und nur die Zeiten der ersten acht sind überliefert. Der Sieger Rik Van Steenbergen absolvierte das Rennen mit einer Durchschnittsgeschwindigkeit von 43,992 km/h.
Rik Van Steenbergen schloss zu einer kleinen Gruppe von führenden Fahrer auf, als diese Roubaix erreichte. Émile Idée versuchte einen Angriff, da er wusste, dass Van Steenbergen im Sprint kaum zu schlagen war. Als Idée sich umschaute, folgte ihm nur noch Van Steenbergen. In der Radrennbahn wurde er problemlos von Van Steenbergen überholt.